# Henry Moseley
Pour les articles homonymes, voir Moseley.
Henry Gwyn Jeffreys Moseley, né le 23 novembre 1887 à Weymouth et mort le 10 août 1915 dans la péninsule de Gallipoli, est un physicien britannique. Il a notamment établi la loi de Moseley qui permet de justifier des concepts jusqu'alors empiriques tels le numéro atomique ou l'agencement du tableau périodique. Son père était le naturaliste Henry Nottidge Moseley.
La loi de Moseley a permis des avancées fondamentales en physique : elle a fourni les premières preuves expérimentales en faveur du modèle de Bohr, allant même au-delà de l'atome d'hydrogène et des hydrogénoïdes, auxquels a été restreint le modèle. Bohr avait affiné le modèle d'Ernest Rutherford et d'Antonius Van Den Broek, qui proposait que l'atome contienne en son noyau, un certain nombre de charges positives, égales en nombre à son numéro atomique dans le tableau périodique. Cela reste le modèle en vigueur aujourd'hui.
Lorsque la Première Guerre mondiale éclate en Europe, Moseley quitte son travail de recherche à l'Université d'Oxford pour devenir volontaire pour le génie royal de l'armée britannique. Il est affecté à la force des soldats de l'Empire britannique qui ont envahi la région de Gallipoli, en Turquie, en avril 1915, en tant qu'officier des télécommunications. Moseley est abattu lors de la bataille de Gallipoli le 10 août 1915, à l'âge de 27 ans. 
Des experts ont spéculé que Moseley aurait pu être récompensé du prix Nobel de physique en 1916, s'il n'avait pas été tué.

## Biographie
Henry G. J. Moseley est né à Weymouth, dans le Dorset, le 23 novembre 1887. Son père, Henry Nottidge Moseley (1844–1891), est biologiste et professeur d'anatomie et de physiologie à l'université d'Oxford et est membre de l'Expédition du Challenger. Il est mort alors qu'Henry est très jeune. Sa mère, Anabel Gwyn Jeffreys Moseley, est la fille de John Gwyn Jeffreys, un biologiste et conchyliologiste gallois.
Henry Moseley est un élève brillant lors de ses études à la Summer Fields School. Il obtient une bourse pour étudier dans le prestigieux collège d'Eton. En 1906, il y gagne des prix en physique et en chimie. La même année, il entre au Trinity College de l'université d'Oxford où il obtient son bachelor (équivalent français de la maîtrise, après quatre ans d'étude). Immédiatement après l'obtention de son diplôme, il devient assistant à l'enseignement supérieur en physique à l'université de Manchester, sous la supervision d'Ernest Rutherford. À la fin de cette première année, il est réaffecté comme assistant de recherche. Il refuse une bourse offerte par Rutherford, préférant revenir à Oxford, en novembre 1913, où il bénéficie des laboratoires, mais d'aucun soutien financier.

## Travaux Scientifiques
En 1912, en étudiant l'énergie des particules β, Moseley montre que des hauts potentiels énergétiques sont atteignables à partir d'une source de radium radioactif. Il crée alors la première batterie atomique, bien qu'il n'arrive pas à produire l'énergie de 1 MeV nécessaire pour stopper les particules. 

### Spectroscopie de rayons X
En 1913, Moseley observe et mesure les spectres de rayon X de différents éléments chimiques (principalement des métaux).
Pour cela, il utilise la spectroscopie de rayons X : dans un tube en verre sous vide, on bombarde l'échantillon, ici les métaux purs, à l'aide d'électrons, provoquant l'ionisation de l'atome. On a alors émission de rayon X, qui sont ensuite diffractés par un cristal de sel normalisé. L'application de la loi des Bragg permet alors de calculer la longueur d'onde des rayons émis.
Moseley participe à la conception et au développement des premiers équipements de spectroscopie de rayon X, apprenant notamment certaines techniques auprès des Bragg, à l'université de Leeds, et en développant d'autres par lui-même. Beaucoup de techniques utilisés en spectroscopie de rayon X sont issus de méthodes utilisées en spectroscopie de lumière visible. Dans certains cas, Moseley a jugé nécessaire de modifier son équipement pour détecter des rayons X de fréquences particulièrement basses qui ne pouvaient pénétrer ni l'air, ni le papier, en travaillant dans une chambre à vide.
De ses observations, il tire la loi de Moseley, une relation mathématique systématique entre les longueurs d'onde des rayons X observés et les numéros atomiques des métaux étudiés.

### Contribution à la compréhension de l'atome
Avant la découverte de Moseley, les nombres atomiques (ou le nombre élémentaire) d'un élément avaient été considérés comme un nombre séquentiel semi-arbitraire, basé sur la séquence des masses atomiques, mais modifié quelque peu là où les chimistes, et notamment Dmitri Ivanovich Mendeleïev, trouvent cette modification souhaitable.
Lors de l'élaboration du tableau périodique des éléments, Mendeleïev a ainsi échangé les ordres de quelques paires d'éléments pour les placer de manière à respecter la périodicité des propriétés physico-chimiques. Par exemple, les métaux du cobalt et du nickel reçoivent les numéros atomiques 27 et 28, respectivement, en fonction de leurs propriétés chimiques et physiques connues, même s'ils ont à peu près les mêmes masses atomiques. En fait, la masse atomique du cobalt est légèrement plus grande que celle du nickel, ce qui les aurait mis en ordre inverse s'ils avaient été placés dans le tableau périodique en fonction de la masse atomique. Les expériences de Moseley en spectroscopie de rayons X montrent directement que le cobalt et le nickel ont les numéros atomiques 27 et 28 et qu'ils sont placés correctement dans le tableau périodique, par des mesures objectives de leurs nombres atomiques. Ainsi, la découverte de Moseley a démontré que les nombres atomiques des éléments ne sont pas seulement des nombres arbitraires basés sur la chimie et l'intuition des chimistes, mais qu'ils ont une base expérimentale solide à partir de leurs spectres de rayons X.
Moseley postule que chaque élément successif possède une charge nucléaire supérieure d'une unité exactement à la charge nucléaire de l'élément précédent.

## Mort et reconnaissance posthume
En 1914 au début de la Première Guerre mondiale, Moseley s'engage dans les forces armées britanniques bien que sa qualité de scientifique ne l'y oblige pas. Sa famille et ses amis tentent de l'en dissuader, mais il considère que c'est de son devoir, rejoignant les ingénieurs royaux de l'armée britannique, en tant qu'officier technique dans les communications. En 1915, il est tué lors de la bataille de Suvla, durant la bataille de Gallipoli, touché à la tête par un tireur d'élite turc, alors qu'il transmettait un ordre par téléphone.
Âgé d'à peine vingt-sept ans au moment de sa mort, Moseley aurait pu, selon de nombreux scientifiques, contribuer de manière importante à la connaissance de la structure atomique, s'il avait survécu.
Niels Bohr déclare en 1962 que le travail de Rutherford «n'a pas du tout été pris au sérieux» et que «le grand changement est venu de Moseley».
Ernest Rutherford a commenté que le travail de Moseley, «lui a permis de compléter pendant deux ans au début de sa carrière un ensemble de recherches qui lui auraient certainement apporté un prix Nobel».
Isaac Asimov a écrit : «En vue de ce qu'il [Moseley] aurait pu encore accomplir ... sa mort aurait bien pu être la plus coûteuse mort individuelle de la guerre pour l'humanité en général.»
En raison de la mort de Moseley dans la Première Guerre mondiale, et après un intense lobbying de la part Ernest Rutherford, le gouvernement britannique institue une loi pour interdire à ses scientifiques les plus éminents et prometteurs de s'engager, pour le combat, dans les forces armées de la Couronne.
Isaac Asimov a également spéculé que, dans le cas où il n'aurait pas été tué au service de l'Empire britannique, Moseley aurait très bien pu recevoir le prix Nobel de physique de 1916 qui, avec le prix de la chimie, n'a pas été décerné. 
On accorde une plus grande crédibilité à cette idée en notant que les prix Nobel de Physique des deux années précédentes, 1914 et 1915, et l'année suivante, 1917, portent sur la même branche de la physique. 
En 1914, l'Allemand Max von Laue remporte le prix Nobel de physique pour sa découverte de la diffraction des rayons X par les cristaux, qui est une étape cruciale vers l'invention de la spectroscopie de rayons X. Puis, en 1915, William Henry Bragg et William Lawrence Bragg, couple britannique père-fils, partagent le prix Nobel de physique pour leurs découvertes dans le problème inverse - déterminer la structure des cristaux à l'aide de rayons X (Robert Charles Bragg, un autre fils de William Henry Bragg est également tué à Gallipoli, le 2 septembre 1915). Ensuite, Moseley utilise la diffraction des rayons X par des cristaux connus pour mesurer les spectres de rayons X des métaux. Puis le Britannique, Charles Barkla reçoit le prix Nobel en 1917 pour son travail expérimental en utilisant la spectroscopie de rayons X pour découvrir les fréquences caractéristiques des rayons X émises par les différents éléments, en particulier les métaux.
Manne Siegbahn, qui continue l'œuvre de Moseley, reçoit un prix Nobel de physique en 1924.
Des plaques commémoratives sont installées à Manchester et à Eton.